# Athylia similis
Athylia similis là một loài bọ cánh cứng trong họ Cerambycidae.